# Dany Dauberson
Dany Dauberson, de son vrai nom Suzanne Gauché, née le 16 janvier 1925 au Creusot (Saône-et-Loire) et morte le 16 mars 1979 à Marseille (Bouches-du-Rhône), est une chanteuse et actrice française ayant eu son heure de gloire dans les années 1950. Avec la chanteuse Mathé Altéry, elle a coreprésenté la France lors de la première édition du Concours Eurovision de la chanson, en 1956, à Lugano (Suisse).

## Biographie
Née sous les trois prénoms de Suzanne Marguerite Renée, elle est la fille de Jules Marius Dominique Gauché, représentant de commerce puis directeur de cinéma, et de Julie Hélène Godin. Dany Dauberson passe une partie de sa jeunesse à Saint-Claude (Jura), où sa mère, d'origine suisse, travaille comme femme de chambre dans un hôtel. Pensionnaire à l'école supérieure de jeunes filles, elle se fait remarquer, dès l'âge de 15 ans, par son interprétation, dans les galas scolaires, de chansons en vogue,,.
La jeune fille entreprend des études de chant classique à Lyon. Elle y rencontre l'actrice Carmen Torrès, avec qui elle a une liaison qui fait scandale. Elle quitte alors la province, monte à Paris et débarque au cabaret de Suzy Solidor, icône du mouvement lesbien. Celle-ci la prend sous son aile et la fait débuter dans son établissement.
Elle choisit Dauberson comme nom d'artiste, en mémoire de sa grand-mère maternelle Adèle Eugénie Oberson, née en Suisse, s'inspirant également du village de L'Auberson situé dans la commune suisse de Sainte-Croix, dans le canton de Vaud.
Elle enregistre son premier 78 tours en 1949 chez Pacific avec les chansons "Est-ce ma faute" et "Ses mains". D'autres suivront jusqu'en 1952.
Sa carrière artistique lancée, Dany Dauberson reprend des chansons d'Édith Piaf, de Mick Micheyl et de Gilbert Bécaud et se fait petit à petit un nom.
Dans les années 1950 et 1960, elle fait des tournées internationales et, chantant en anglais, fait un tabac à Londres et à la télévision américaine. Elle fait aussi quelques apparitions au cinéma dans des rôles secondaires, notamment dans Du rififi à Paname en 1966. 
Le 24 mai 1956, lors de la première édition du concours Eurovision de la chanson, au Kursaal de Lugano, compétition où chaque pays interprète deux chansons, Dany Dauberson interprète la seconde chanson représentant la France, Il est là, après Mathé Altéry, qui chante Le Temps perdu. Elle chante en douzième position sur quatorze, et le résultat des votes n'a été publié que pour la candidate qui est arrivée en tête, la chanteuse suisse Lys Assia,,. Dany Dauberson n'a jamais enregistré sa chanson. 
Dans les années 1960, elle est la compagne de l'actrice Nicole Berger.
Le 8 avril 1967, de nuit, sur la RN 13 aux abords de Duranville dans l'Eure, Nicole Berger, qui conduit, perd le contrôle de la voiture à cause d'un orage de grêle et percute un arbre. Dany est éjectée et Nicole a la cage thoracique enfoncée par le volant et le crane fracturé. Grièvement blessées, les deux accidentées sont emmenées à l’hôpital, mais Nicole meurt au bout six jours de lutte et de souffrances, à 32 ans. Dany restera inconsolable et ne recouvrera jamais une santé parfaite. Cet accident tragique met quasiment un terme à sa carrière : elle arrête les récitals mais revient régulièrement à Saint-Claude pour donner des concerts au profit d’œuvres sociales.
Elle meurt le 16 mars 1979 à l'âge de 54 ans, à Marseille, dans les Bouches-du-Rhône. Elle repose au cimetière de Saint-Claude.

## Discographie

### 33 tours
- 1953 : Padam, padam - Ni toi, ni moi - Geule d'ange - Evasion - Ceux-qui s'aiment - Amours perdues - Y'a tant d'amour
- 1957 : Ses mains - Celui que j'attends - Des fleurs pour mademoiselle - Les feuilles mortes - Flaner tous les deux - Mélancolie - La foule - Est-ce ma faute ?
- 1958 : Si je pouvais revivre un jour ma vie - Je te donnerai - Envoie la musique - Ça t'va bien

### 45 tours
- 1955 : L'argent - On m'a donné une âme - Ton cœur et mon cœur - Soir sur la forêt
- 1955 : On s'aimera - Cet air-là - La brume - Il était
- 1956 : La complainte des infidèles - Marchand d'amour - Ma vie s'éveille - Un jour, tu verras
- 1956 : Et vous n'avez pas su - Et puis là-haut - Enchaînez la musique - Les mots
- 1956 : Dans les ports de soleil - Tu peux chercher - Twilight on the Trail - Stormy Weather
- 1956 : Prends garde - Tu t'fous d'moi - Merci mon dieu - Embrasse-moi... oh mon amour
- 1957 : La ballade de Notre-Dame - Le pirate de Saint-Malo - Si je n'avais plus - Passion
- 1958 : On ne peut avoir - Journaux du soir - Ciel de Paris - Mélancolie
- 1958 : C'est la vie - Danse du temps - Au bord de l'eau - On l'appelait Marie du port
- 1959 : Les feuilles mortes - Mélancolie - Est-ce ma faute ? - Des fleurs pour mademoiselle
- 1960 : Paname - Les compagnons - L'absent - Il pleut sur Rotterdam
- 1964 : La chanson de Venise - Chanson pour la fin du monde - Perdu loin de toi - L'accordéon
- 1965 : Histoire de rire (R. Nyel / G. Verlor) - La rue sans issue (R. Nyel / G. Verlor) - Le mal d'amour - Je suis avec toi

## Filmographie
- 1951 : L'Inconnue des cinq cités (A Tale of Five Cities)
- 1954 : Soirs de Paris de Jean Laviron
- 1957 : Et par ici la sortie de Willy Rozier : Florina
- 1957 : C'est arrivé à 36 chandelles de Henri Diamant-Berger : elle-même
- 1966 : Du rififi à Paname de Denys de La Patellière : Léa